# Reknesholmen

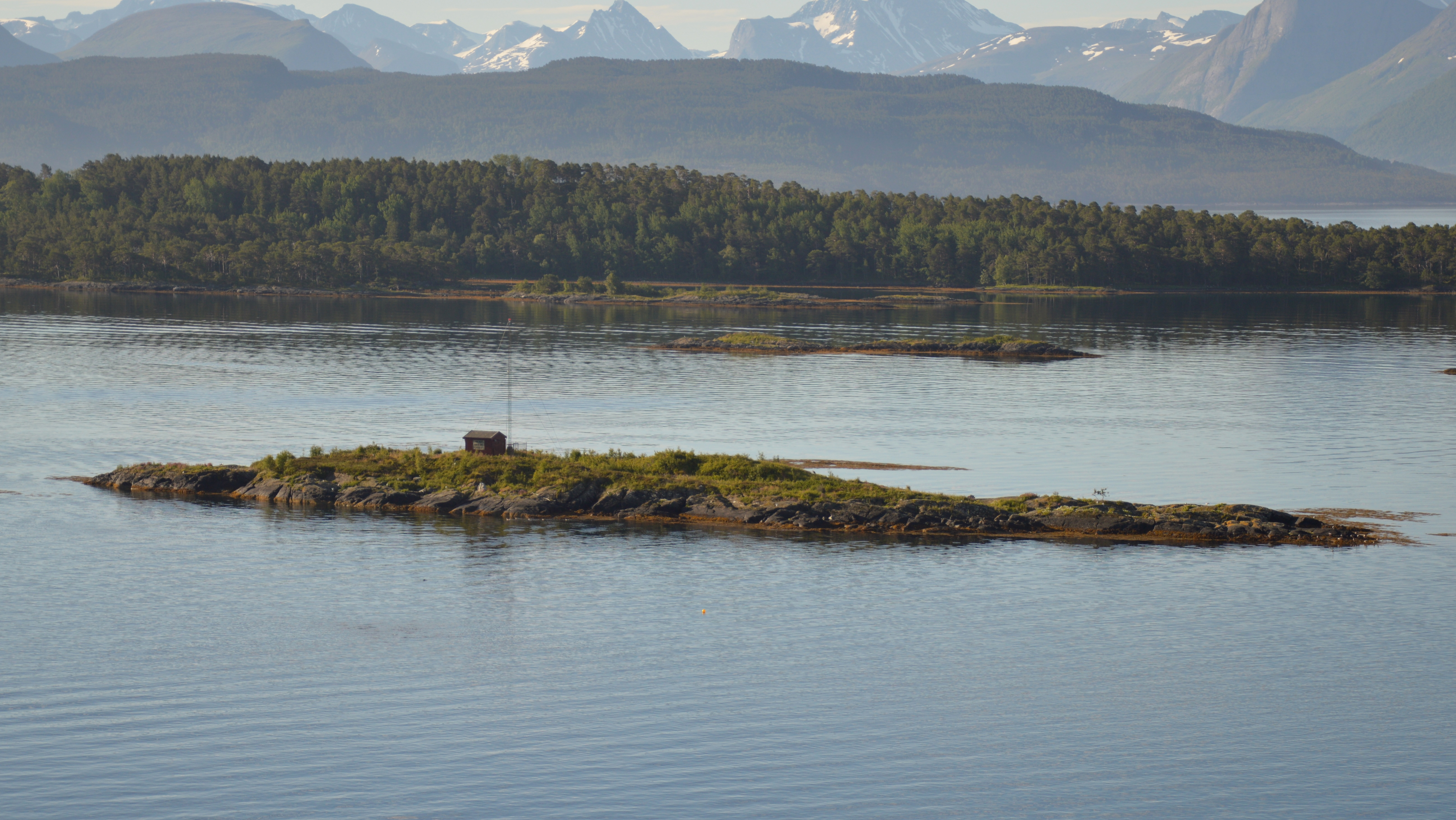
Reknesholmen

Reknesholmen ist eine Schäreninsel an der norwegischen Küste des Europäischen Nordmeers und gehört zur Gemeinde Molde in der Provinz Møre og Romsdal. 
Die Insel befindet sich im Moldefjord im Hafengebiet von Molde, südlich vor der Stadt. Nördlich der Insel verläuft die Route der Fährverbindung von Molde nach Vestnes. Etwas weiter südlich liegt die Insel Bleikeskjeret.
Die felsige Insel erstreckt sich in West-Ost-Richtung über etwa 180 Meter bei einer Breite von bis zu etwa 60 Metern. Sie ist karg und nur mit einigen Büschen bewachsen. In ihrem östlichen Teil befindet sich eine Hütte mit technischen Einrichtungen.